# Gboko
Gboko è una local government area e città nigeriana, nello stato federato di Benue.
La popolazione è in maggioranza Tiv. La città è da sempre il centro di maggiore riferimento per questa popolazione che, ogni anno, festeggia qui il suo giorno celebrativo, radunando i Tiv che, per l'occasione, tornano qui da ogni parte del mondo.